# إيرينا جليبكو
إيرينا جليبكو (بالأوكرانية: Ірина Глібко) مواليد 18 فبراير 1990 في أوديسا، هي لاعبة كرة يد أوكرانية تلعب كوسط مدافع. مثلت منتخب أوكرانيا لكرة اليد للسيدات.

## سجل المنافسة
شاركت في البطولات التالية:
- بطولة أوروبا لكرة اليد للسيدات 2012
- بطولة أوروبا لكرة اليد للسيدات 2014

## الإنجازات
- الدوري الروماني لكرة اليد للسيدات:
  - البطولة: 2014–15

## روابط خارجية
- إيرينا جليبكو على موقع الاتحاد الدولي لكرة اليد (الإنجليزية)
- إيرينا جليبكو على موقع الاتحاد الأوروبي لكرة اليد (الإنجليزية)